# Milizia borghese
La Milizia borghese è una milizia civile organizzata alla fine dell'Ancient Regime dai borghesi che montavano la guardia per difendere le proprietà e le persone.

## In Belgio
Prima del 1830, una guardia borghese si era già stabilita a Bruxelles..
A causa della rivoluzione belga, si verificarono varie sommosse a Bruxelles, il 25 agosto 1830 dopo la rappresentazione dell'opera romantica di Auber, La Muette de Portici al teatro La Monnaie, la borghesia, capendo che le autorità legali li avevano superati, si sentirono minacciati, e crearono una guardia borghese per ristabilire l'ordine. Il 27 agosto 1830, Emmanuel Van der Linden d'Hooghvorst  diventò comandante della guardia a Bruxelles. La prima organizzazione della guardia francese si presentava come segue: fra gli schieramenti dei comandanti si trova un capitano per sezione (c'era un limite catastale di 8 sezioni a Bruxelles); i quali nominano i loro subordinati. Il quartier generale è situato all'hotel de ville. Ecco la lista dei capitani:
- 1' sezione : M. Van Gelder-Parys
- 2' sezione: M. Basse Frédéric
- 3' sezione: M. Erard-Goffin
- 4' sezione: M. Blaes
- 5' sezione: M. Wagemans
- 6' sezione: M. Ferdinand Meeûs, tesoriere. Il pittore Jean-Baptiste Madou lo rappresentava in uniforme.
- 7' sezione: M. Latour,
- 8' sezione: M. Michiels

Tutte le guardie borghesi furono unificate sotto il nome di guardia civica